# MO' BETTER TRACKS
『MO' BETTER TRACKS』は、日本のバンドrumania montevideoがリリースした3枚目のオリジナルアルバム。

## 収録曲
| 全作詞: 三好真美、全作曲: 三好誠。 |                                          |           |            |                   |      |
| #                                  | タイトル                                 | 作詞      | 作曲・編曲 | 編曲              | 時間 |
| 1.                                 | 「I'll be with you」                     | 三好真美  | 三好誠     | 三好誠            | 3:49 |
| 2.                                 | 「HARD RAIN」                            | 三好真美  | 三好誠     | 三好誠 & 古井弘人 | 4:26 |
| 3.                                 | 「free」                                 | 三好真美  | 三好誠     | 三好誠 & 古井弘人 | 2:47 |
| 4.                                 | 「tender rain」                          | 三好真美  | 三好誠     | 三好誠 & 古井弘人 | 5:01 |
| 5.                                 | 「Rain」                                 | 三好真美  | 三好誠     | 三好誠 & 古井弘人 | 3:27 |
| 6.                                 | 「Sleeper」                              | 三好真美  | 三好誠     | 三好誠            | 1:24 |
| 7.                                 | 「life style」                           | 三好真美  | 三好誠     | 三好誠 & 古井弘人 | 4:22 |
| 8.                                 | 「TAXI」                                 | 三好真美  | 三好誠     | 三好誠 & 古井弘人 | 2:51 |
| 9.                                 | 「Take my pain away」                    | 三好真美  | 三好誠     | 三好誠            | 3:37 |
| 10.                                | 「my life (album version)」              | 三好真美  | 三好誠     | 三好誠            | 3:23 |
| 11.                                | 「All by myself」                        | 三好真美  | 三好誠     | 三好誠 & 古井弘人 | 3:35 |
| 12.                                | 「start all over again (album version)」 | 三好真美  | 三好誠     | 三好誠 & 古井弘人 | 4:47 |
| 合計時間:                          | 合計時間:                                | 合計時間: | 43:29      |                   |      |

### 楽曲解説
「HARD RAIN」
6thシングル。
「tender rain」
7thシングル。
「TAXI」
7thシングル『tender rain』のc/w曲。
「my life (album version)」
5thシングル『start all over again』のカップリング曲のアレンジヴァージョン。
「start all over again (album version)」
5thシングル『start all over again』のアレンジヴァージョン。

## 参加ミュージシャン
- 三好真美：ボーカル・ドラム・作詞
- 三好誠：ギター・作曲・
- 麻越さとみ：ベース
- 松田明子：キーボード・コーラス
- 間島和伸：ギター・コーラス
- 古井弘人：キーボード(#2-5.7.8.10-12)・編曲(#2-5.7.8.11.12)
- 南セシル：コーラス(#2.11)
- 車谷啓介：ドラム(#1.5.9)
- 大野愛果：コーラス(#10)
- 立原りょう：コーラス(#12)
- 小野塚晃：ピアノ(#11)
- ふるかわ魔法：コーラス(#12)
- Mika&Rika：コーラス(#5)
- 小林哲：キーボード(#12)